# Max Catto
Maxwell Jeffrey Catto, nato Mark Finkell (Manchester, 23 luglio 1907 – 12 marzo 1992), è stato uno scrittore e drammaturgo britannico.
Fu autore di romanzi d'avventura e drammi (anche con lo pseudonimo di Simon Kent), tradotti in varie lingue. Molte delle sue opere sono state adattate per il cinema. Nel 1961 dal suo romanzo bestseller del 1958 The devil at four o'clock venne tratto il celebre film Il diavolo alle 4 per la regia di Mervyn LeRoy, con Spencer Tracy e Frank Sinatra.

## Opere

### Romanzi pubblicati come Max Catto
- River Junk, Arthur Barker, 1937
- The Hairy Man, M. Secker, 1939
- Ginger Charley, M. Secker, 1939
- The Flanagan Boy, Harrap, 1949
- Trapezio (The Killing Frost,  1950), Milano, A.P.E.-Corticelli, 1955. Trasposto nel film Trapezio (Trapeze) nel 1956 e quindi ripubblicato in lingua originale come Trapeze da Landsborough nel 1959.
- The Sickle, Heinemann, 1952
- The Mummers, Heinemann, 1953
- A Prize of Gold, Heinemann, 1953. Trasposto nel film Oro (A Prize of Gold) nel 1955.
- Gold In The Sky, Heinemann, 1956, Morrow, 1958
- Il diavolo alle quattro (The Devil at Four O'Clock, 1958), Milano, Baldini & Castoldi, 1964. Trasposto nel film Il diavolo alle 4 nel 1961.
- La melodia del sesso (The Melody of Sex, 1959), Milano, Baldini & Castoldi, 1961.
- Mister Moses, Morrow, 1961. Trasposto nel film Il filibustiere della costa d'oro (Mister Moses) nel 1965.
- D-Day In Paradise, Heinemann, 1963, Morrow, 1964
- The Tiger In The Bed, Morrow, 1963
- I Have Friends In Heaven, Heinemann, 1965, Little, Brown, 1966
- Love From Venus, Heinemann, 1965
- Bird On The Wing, Heinemann, 1966
- The Banana Men, Simon & Schuster, 1967
- Murphy's War, Simon & Schuster, 1969. Trasposto nel film L'uomo che venne dal nord (Murphy's War) nel 1971.
- King Oil, Simon & Schuster, 1970
- The Fattest Bank In New Orleans, Heinemann, 1971
- Sam Casanova, Heinemann, 1973, Signet, 1977
- Mister Midas, M. Joseph, 1976
- The Empty Tiger, St. Martin's, 1977[2]

### Romanzi pubblicati come Simon Kent
- Fleur-de-Lys Court, Heinemann, 1950
- For The Love Of Doc, Heinemann, 1951 (pubblicato negli USA come The Doctor On Bean Street, Crowell, 1952)
- A Hill in Korea, Hutchinson, 1953. Trasposto nel film I fucilieri dei mari della Cina (A Hill in Korea) nel 1956.
- Fuoco nella stiva (Fire Down Below, 1954), Milano, Corticelli, 1957. Trasposto nel film Fuoco nella stiva (Fire Down Below) nel 1957.
- Passaggio a Hongkong (Ferry to Hong Kong, 1957), Milano, Baldini & Castoldi, 1960. Trasposto nel film Passaggio a Hong Kong (Ferry to Hong Kong) nel 1959.
- The Lions At The Kill, Hutchinson, 1959. Trasposto nel film I sette ladri (Seven Thieves) nel 1960.
- Charlie Gallagher My Love!, Hutchinson, 1960, Macmillan, 1961[2]